# Ekebyholms slott

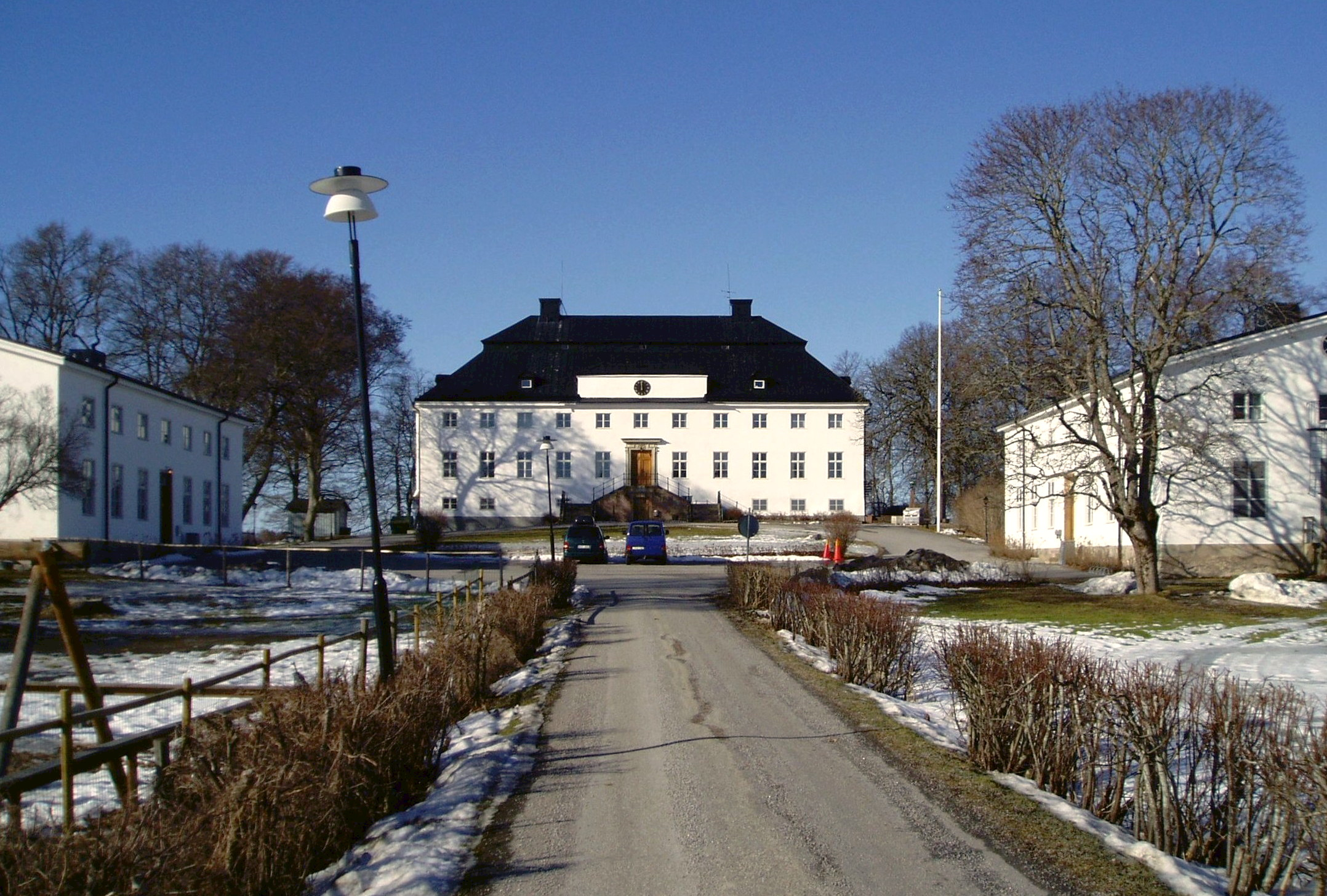
Huvudbyggnad och flyglar från sydost, mars 2012.

Ekebyholm är en slottsliknande herrgård och ett tidigare säteri beläget  vid sjön Syningen i Rimbo socken i Norrtälje kommun, Stockholms län. Stället har ägts av släkterna Oxenstierna och Horn. Idag finns här Ekebyholmsskolan.

## Historik

### Gården under Oxenstierna

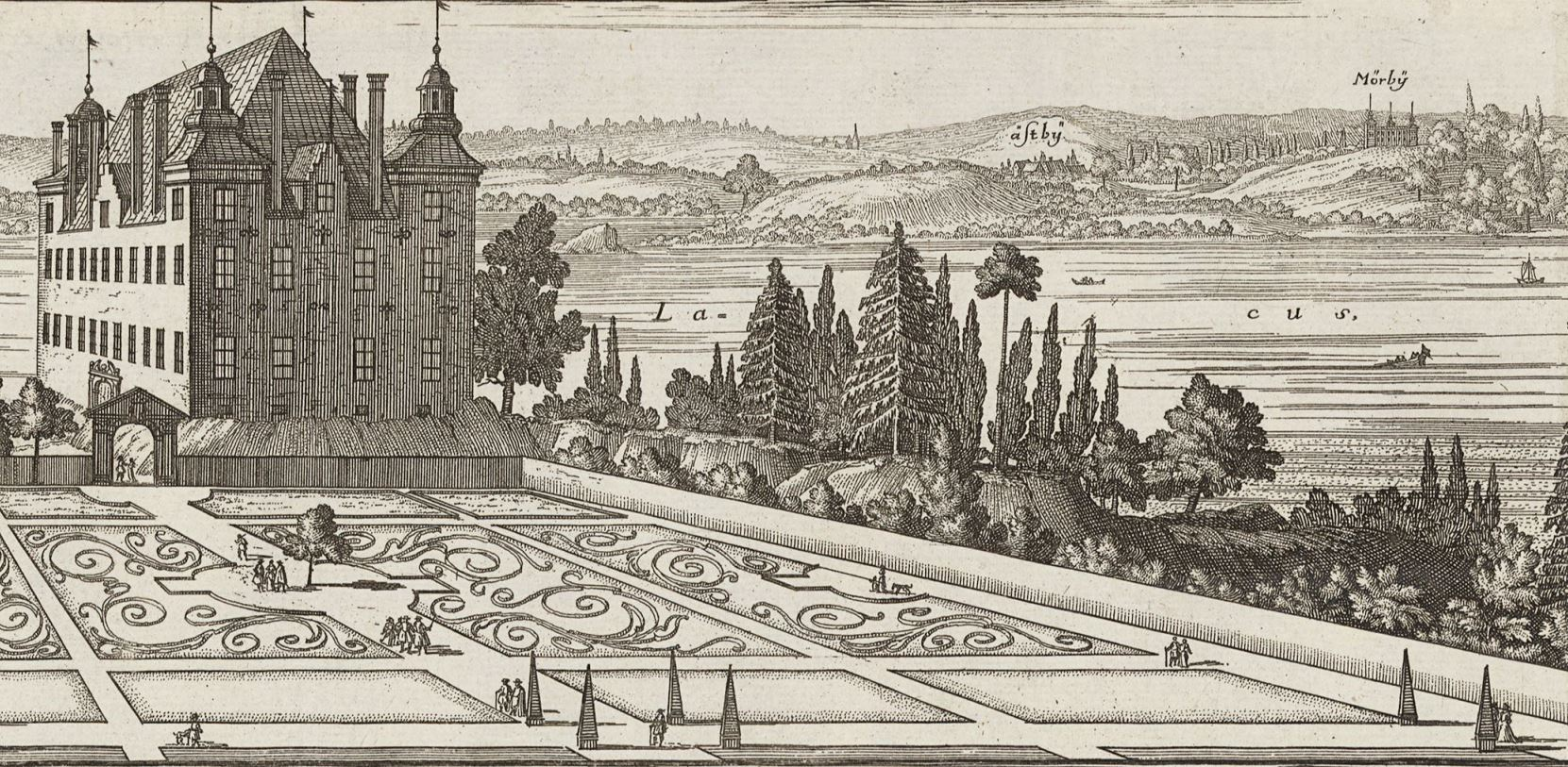
Ekebyholm (beskuren) i Sueciaverket 1686. I bakgrunden till höger syns Mörby.

Ekebyholm på en karta från år 1700.

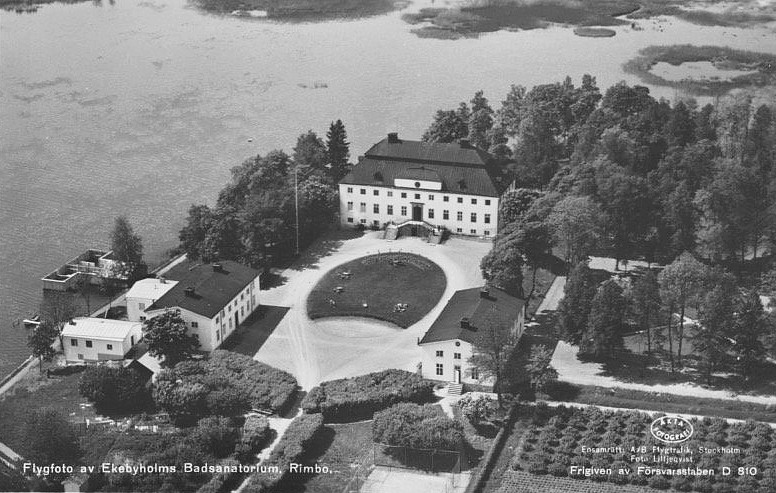
Ekebyholms slott, "Badsanatorium".

Stället omnämns i skrift första gången år 1409 då det talas om rangwaster j ekeby. Det finns även en äldre uppgift från 1304 som är osäker. Gården ägdes i början av 1500-talet av Magdalena Hansdotter och köptes 1523 av fru Märta Slavika (eller Slaweka), änka efter riddaren Bengt Kristiernsson (Oxenstierna) till Salsta (död 1495). Gården ingick sedan i traktens stora Oxenstiernska godsinnehav där Mörby hus (idag en ruin) var huvudgård.
Ekebyholm vandrade sedan inom släkten Oxenstierna för att hamna 1595 hos friherren Bengt Bengtsson Oxenstierna, omtalat som "Resare-Bengt" på grund av sina färder till avlägsna länder. På 1600-talets början lät han bygga dagens Ekebyholm på en udde i sjön Syningen. Han ägnade gården stort intresse, utökade arealen och skilde den från Mörbygodset. Oxenstiernas anläggning återges 1686 av Erik Dahlbergh i något idealiserad form i Sueciaverket. Dahlbergh visar ett ståtligt slott med hörntorn, en lanterninkrönt portalbyggnad och en park i renässansstil. I bakgrunden, på andra sidan Syningen skymtar huvudgården Mörby med sina tinnar och torn.

### Gården under Horn
Mellan 1643 och 1716 ägdes Ekebyholm av ätten Horn af Ekebyholm. Åren 1716–1724 ägdes det av Erik Odelström, men sistnämnda år hamnade egendomen genom köp hos greven och statsmannen Arvid Horn. Bebyggelsen var då i stort behov av underhåll. På hans initiativ genomfördes en större ombyggnad av huvudbyggnaden som då fick sitt nuvarande, strikta utseende i karolinsk stil. 
Ekebyholm är därmed ett bra exempel för hur en byggnad följer tidens smak. Arvid Horns Ekebyholm fick ett säteritak, hörntornen försvann och entréportalen lyftes till första våningsplanet som med sina höga fönster blev paradvåningen. En dubbeltrappa leder dit upp. Över portalen märks Arvid Horns och hans tredje hustrus, Margareta Gyllenstiernas, vapensköldar. Byggnadens volym förblev oförändrad. Horn lät även anlägga den ståtliga, ekplanterade dubbelallén som leder fram till gårdsanläggningen från sydost. Vem som ansvarade för den arkitektoniska utformningen är okänt. 
Även Arvid Horns son, greve Adam Horn af Ekebyholm, satte sin prägel på slottet. Tillsammans med hustrun Anna Catharina Meijerfeldt beställde han på 1740-talet dekorationsarbetena till det så kallade Kungsrummet, ett litet rokokorum på slottets andra våning och uppkallat efter kung Fredrik I. Kungsrummet är i huvudsak intakt bevarad, och smyckas av flera hundra små och stora vägg- och takmålningar i Antoine Watteaus och Claude Gillots stil. Rummets kakelugn är från senare tid. 1746—52 ägdes Ekebyholm av Catarina Ebba Horn af Åminne.
Efter 1793 ägdes Ekebyholm av greve Claes Horn vilken lät bygga huvudbyggnadens båda flyglar, sjöflygeln och parkflygeln samt en tempelliknande, Desprezinspirerad byggnad på en höjd i parken som blev biblioteket. Allt gestaltades i nyklassisk stil. Egendomen tillhörde Horns ätt till 1828, då den såldes till friherre Karl Gabriel Oxenstierna. De sista privata ägarna var syskonen Johan G. Beck-Friis, Eva Lewenhaupt, Ebba Thott och Lotten Hamilton.

### Ekebyholm blir skola
År 1932 köptes gården av Adventistsamfundet som flyttade sin missionsskola från Bergslagen hit. På somrarna inhyste huvudbyggnaden ett badsanatorium. Efter hand uppfördes nya byggnader för skolans verksamheter. Idag finns här Ekebyholmskolan, en friskola med kristen bakgrund. Slottet och flyglarna används som matsal och internat, medan undervisningen från förskoleklass till gymnasium och bibellinje sker i ”gamla skolan” med aulan från 1949, i ”nya skolan” från 1969, i idrottshallen från 1987 och i det nygamla biblioteket som uppfördes 1802.

## Nutida bilder

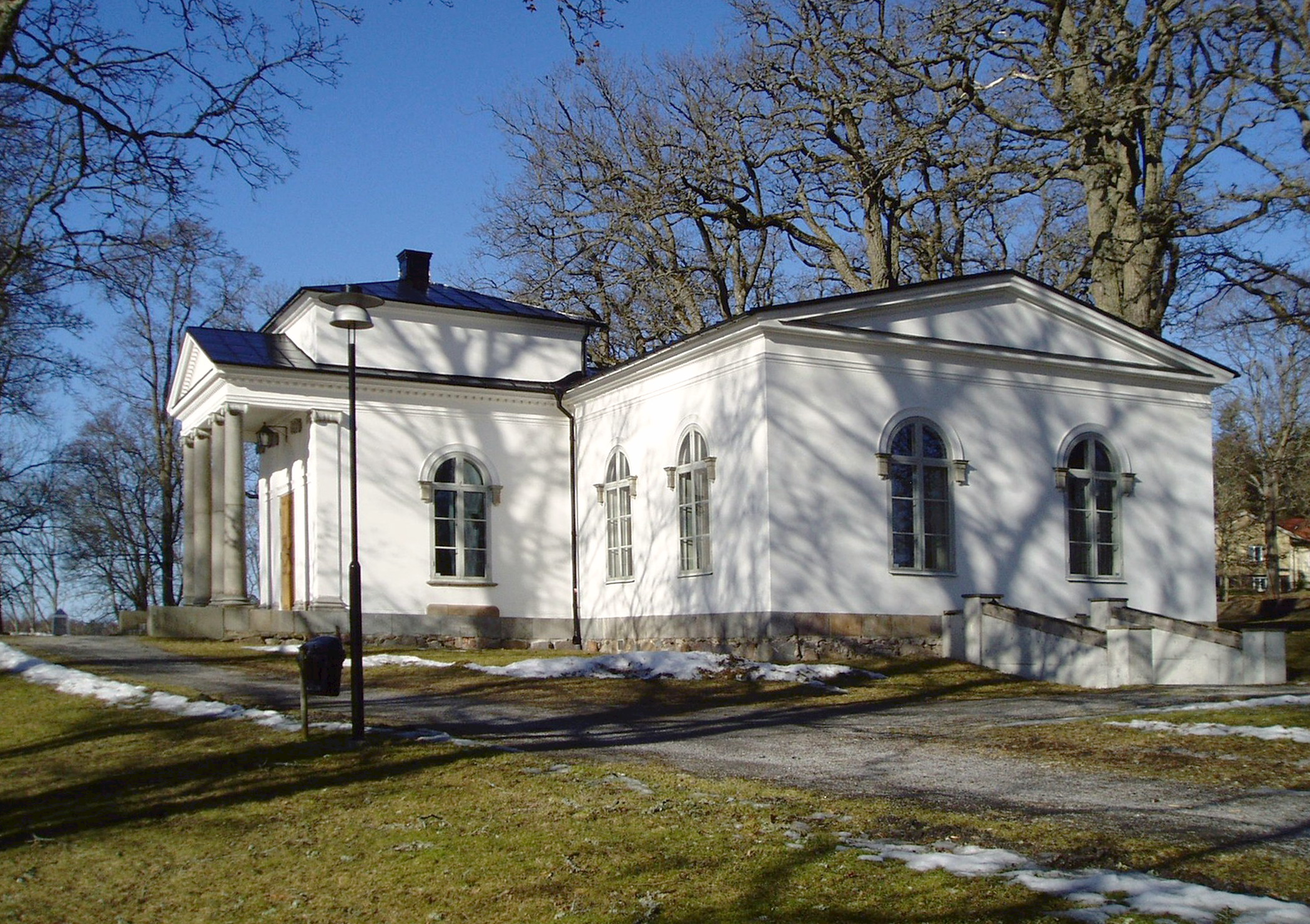
Biblioteket i parken.
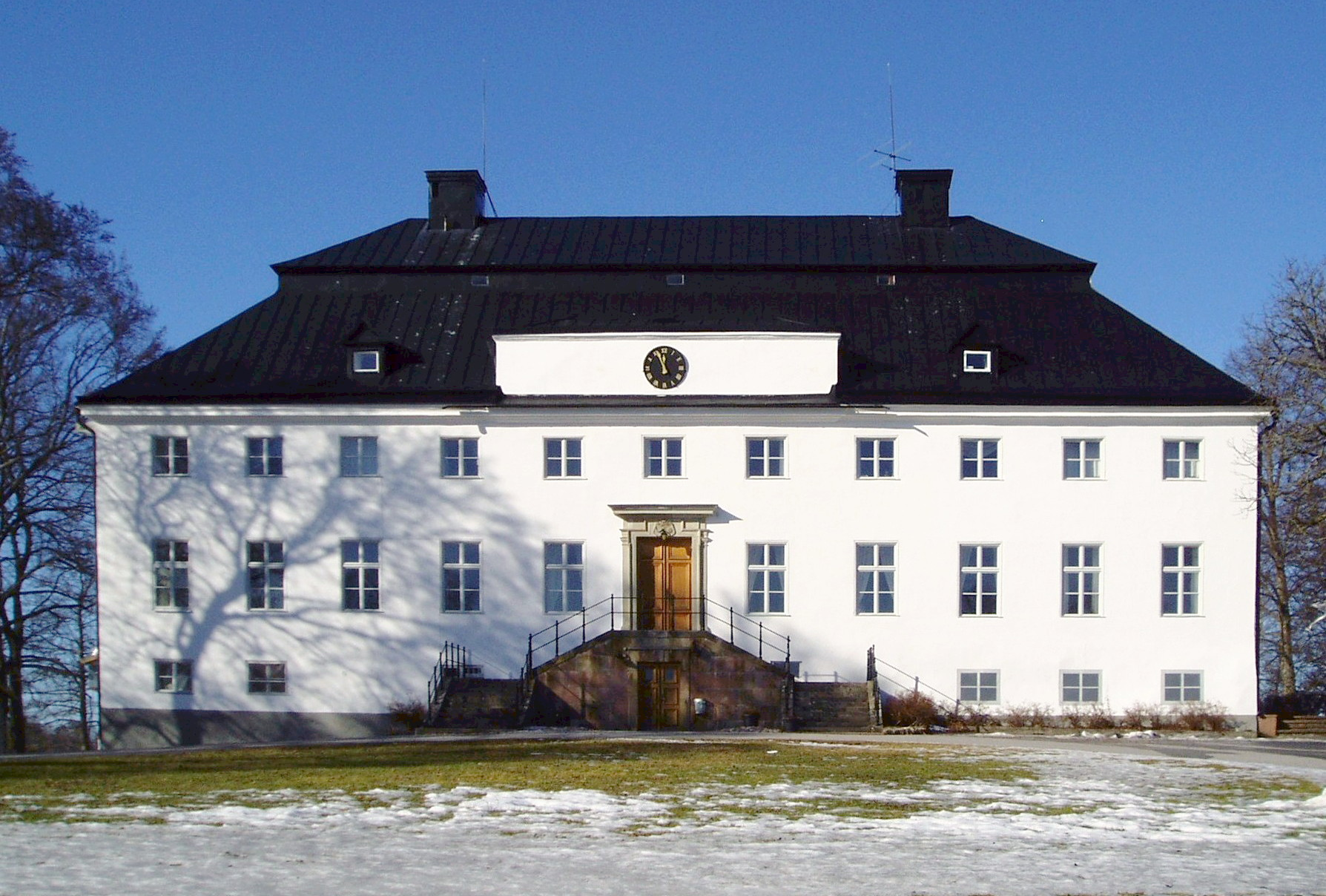
Huvudbyggnaden.
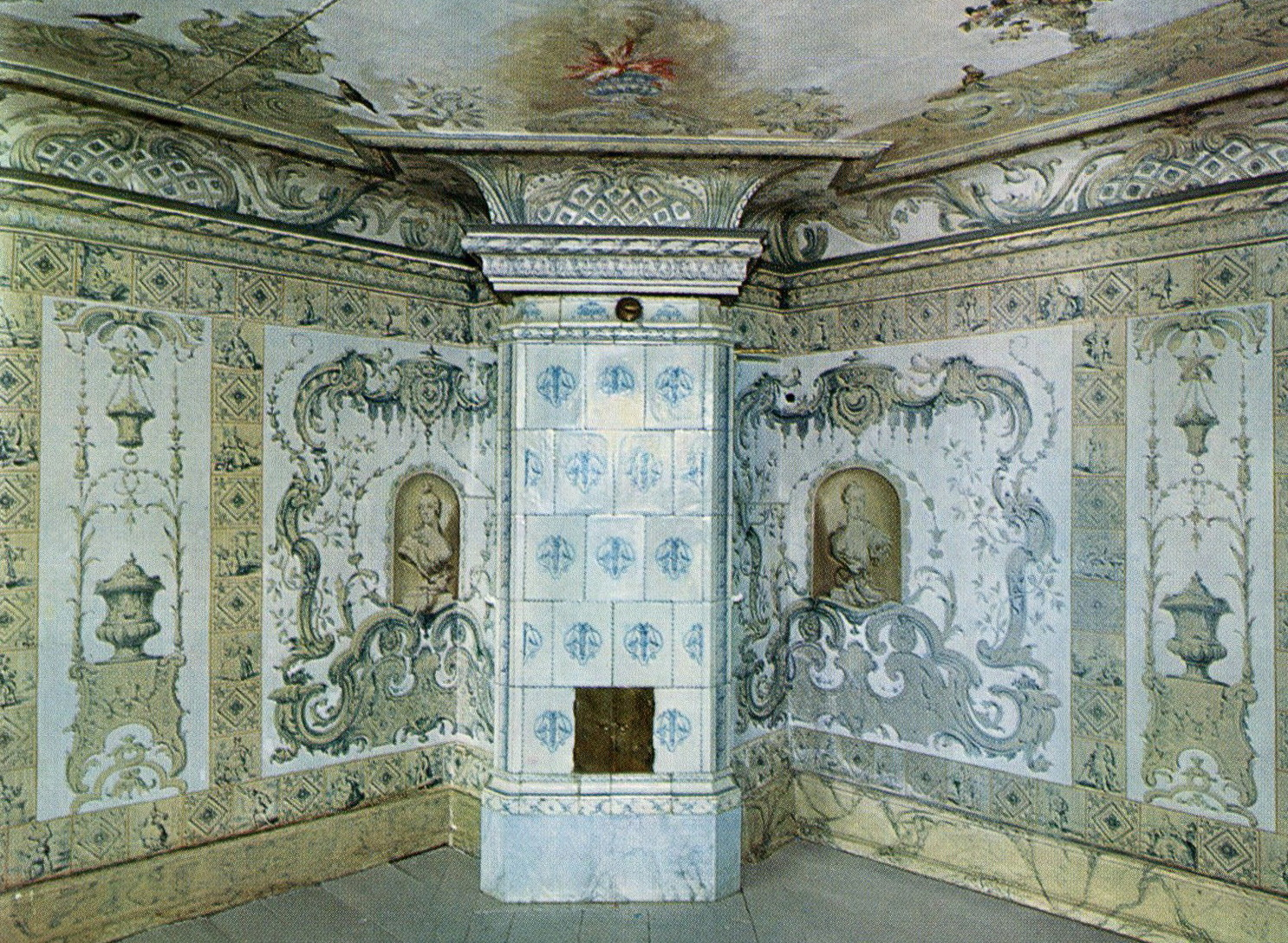
Kungsrummet
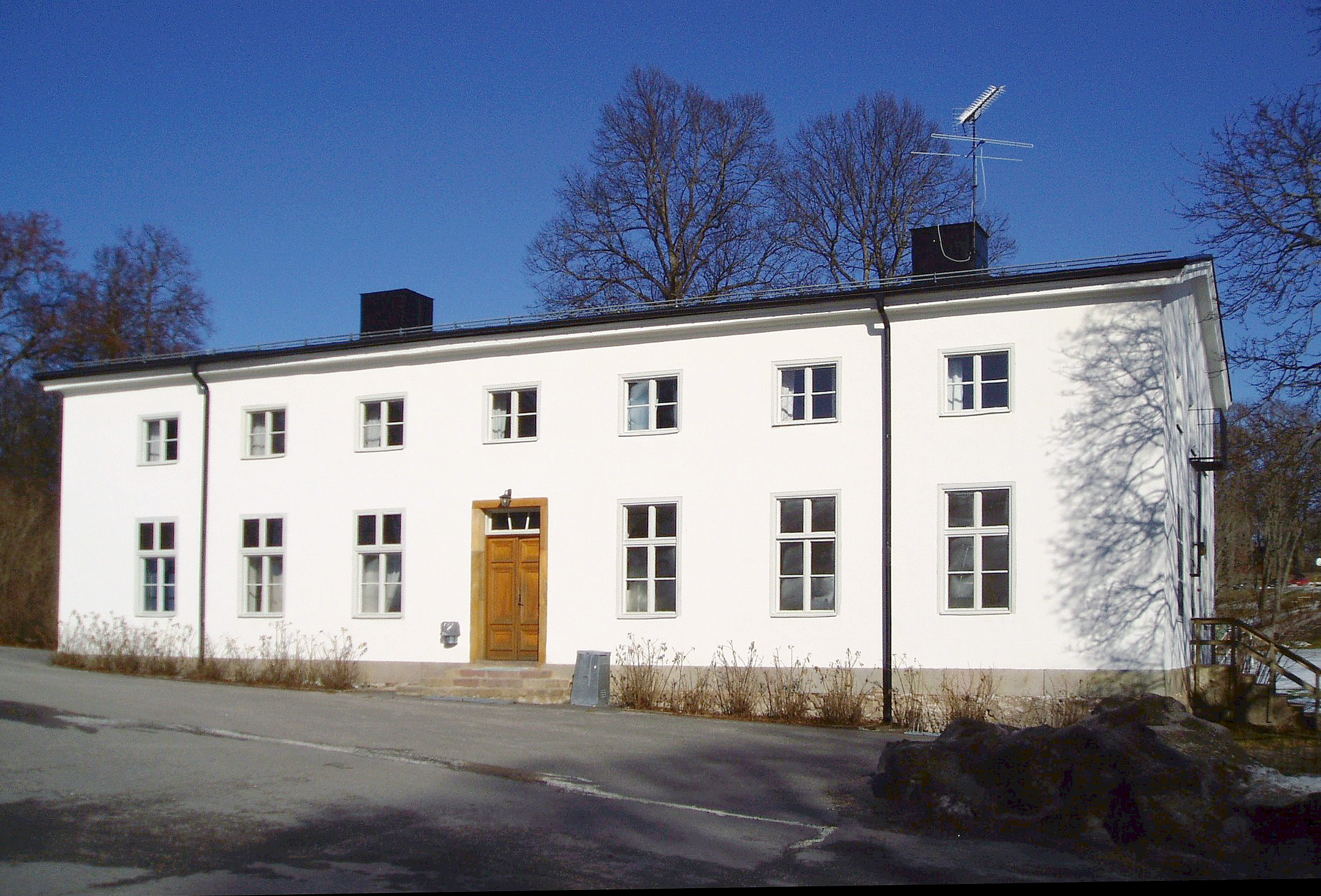
Nordöstra flygeln.